# Холси, Брэндон
Брэ́ндон Хо́лси (также Хэ́лси, англ. Brandon Halsey; род. 16 сентября 1986, Сан-Диего, Калифорния) — американский боец смешанного стиля, выступающий на профессиональном уровне с 2012 года. Известен победой над россиянином Александром Шлеменко, в результате которой стал чемпионом Bellator в средней весовой категории.

## Биография
Брэндон Холси родился 16 сентября 1986 года в городе Сан-Диего, штат Калифорния. Во время учёбы в Калифорнийском государственном университете в Бейкерсфилде состоял в университетской команде по борьбе, добившись некоторых успехов на студенческом уровне.
В январе 2012 года дебютировал в профессиональных боях по смешанным правилам, своего первого соперника победил удушением сзади уже в первом раунде. Во втором поединке встретился с ветераном Шони Картером, имеющим в послужном списке более восьмидесяти боёв, и выиграл у него единогласным решением судей. Зарекомендовав себя с хорошей стороны, в 2013 году заключил контракт с престижной американской организацией Bellator.
Успешно провёл первые три рейтинговых боя в новом промоушене. В первом бою поймал в «треугольник» Рокки Рамиреса, в результате чего тот потерял сознание, и была зафиксирована техническая сдача. Во втором раздельным судейским решением победил Джо Ягера. Тогда как в третьем взял верх над опытным Эктором Рамиресом — используя свои борцовские навыки, быстро перевёл противостояние в партер, занял выгодную для себя позицию и начал наносить безответные удары руками, добившись в итоге технического нокаута.
Благодаря череде удачных выступлений в 2014 году удостоился права принять участие в десятом сезоне гран-при Bellator в среднем весе, где определялся официальный претендент на чемпионское звание. В полуфинальном матче единогласным решением судей одолел Джо Пачеко, затем в финале сделал рычаг локтя Бретту Куперу. Став победителем гран-при, в сентябре вышел на бой против действующего чемпиона организации, россиянина Александра Шлеменко. Уже на первой минуте первого раунда провёл удушающий приём сзади и, таким образом, завоевал титул чемпиона Bellator.
В мае 2015 года должен был защищать полученный чемпионский пояс в бою с Кендаллом Гроувом, но не смог уложиться в среднюю весовую категорию, показав на весах лишние 1,4 кг. Бой в итоге всё же состоялся, Холси одержал победу техническим нокаутом в четвёртом раунде, но титул чемпиона при этом был сделан вакантным. В октябре американец получил возможность вернуть себе титул чемпиона в среднем весе в бою с бразильским претендентом Рафаэлем Карвалью, но во втором раунде тот нанёс ему первое в профессиональной карьере поражение, попав ногой точно по печени.
1 июня 2017 года в рамках турнира M-1 Challenge 79 состоялся второй бой Брэндона с Александром Шлеменко, в котором «Шторм» реваншировался за поражение в Беллаторе, пробив левой ногой в печень и добив соперника в партере.

## Таблица выступлений
| Боёв 17  | Побед 12 | Поражений 5 |
| -------- | -------- | ----------- |
| Нокаутом | 3        | 4           |
| Сдачей   | 4        | 1           |
| Решением | 5        | 0           |

| Результат | Рекорд | Соперник           | Способ                                 | Турнир                 | Дата             | Раунд | Время | Место                   | Примечание                                                                       |
| --------- | ------ | ------------------ | -------------------------------------- | ---------------------- | ---------------- | ----- | ----- | ----------------------- | -------------------------------------------------------------------------------- |
| Поражение | 12-5   | Иржи Прохазка      | TKO (сдача от ударов)                  | Rizin 14               | 31 декабря 2018  | 1     | 6:30  | Сайтама, Япония         |                                                                                  |
| Победа    | 12-4   | Ронни Маркес       | Единогласное решение                   | PFL 9                  | 13 октября 2018  | 2     | 5:00  | Лонг-Бич, США           | Резервный бой плей-офф PFL в полутяжёлом весе.                                   |
| Поражение | 11-4   | Винни Магальяйнс   | TKO (удары руками)                     | PFL 5                  | 2 августа 2018   | 1     | 1:34  | Юниондейл, США          |                                                                                  |
| Победа    | 11-3   | Смеалинью Рама     | TKO (остановлен врачом)                | PFL 2                  | 21 июня 2018     | 3     | 0:01  | Чикаго, США             |                                                                                  |
| Победа    | 10-3   | Михаил Рагозин     | Единогласное решение                   | M-1 Challenge 83       | 24 сентября 2017 | 3     | 5:00  | Казань, Россия          | Вернулся в полутяжёлый вес.                                                      |
| Поражение | 9-3    | Александр Шлеменко | ТКО (удары)                            | M-1 Challenge 79       | 1 июня 2017      | 1     | 0:25  | Санкт-Петербург, Россия |                                                                                  |
| Поражение | 9-2    | Джон Солтер        | Сдача (треугольник)                    | Bellator 156           | 17 июня 2016     | 1     | 4:03  | Фресно, США             |                                                                                  |
| Поражение | 9-1    | Рафаэл Карвалью    | TKO (ногой в корпус)                   | Bellator 144           | 23 октября 2015  | 2     | 1:42  | Анкасвилл, США          | Бой за вакантный титул чемпиона Bellator в среднем весе.                         |
| Победа    | 9-0    | Кендалл Гроув      | TKO (удары руками)                     | Bellator 137           | 15 мая 2015      | 4     | 2:25  | Темекьюла, США          | Бой в промежуточном весе 85,3 кг; Холси лишён титула превышение весового лимита. |
| Победа    | 8-0    | Александр Шлеменко | Техническая сдача (удушение сзади)     | Bellator 126           | 26 сентября 2014 | 1     | 0:35  | Финикс, США             | Выиграл титул чемпиона Bellator в среднем весе.                                  |
| Победа    | 7-0    | Бретт Купер        | Сдача (рычаг локтя)                    | Bellator 122           | 25 июля 2014     | 1     | 2:09  | Темекьюла, США          | Финал гран-при среднего веса 10 сезона Bellator.                                 |
| Победа    | 6-0    | Джо Пачеко         | Единогласное решение                   | Bellator 116           | 11 апреля 2014   | 3     | 5:00  | Темекьюла, США          | Полуфинал гран-при среднего веса 10 сезона Bellator.                             |
| Победа    | 5-0    | Эктор Рамирес      | TKO (удары руками)                     | Bellator 106           | 2 ноября 2013    | 1     | 0:52  | Лонг-Бич, США           |                                                                                  |
| Победа    | 4-0    | Джо Ягер           | Раздельное решение                     | Bellator 96            | 19 июня 2013     | 3     | 5:00  | Такервилл, США          |                                                                                  |
| Победа    | 3-0    | Роки Рамирес       | Техническая сдача (треугольник руками) | Bellator 92            | 7 марта 2013     | 3     | 0:50  | Темекьюла, США          |                                                                                  |
| Победа    | 2-0    | Шоуни Картер       | Единогласное решение                   | KOTC: Reckless Abandon | 2 февраля 2012   | 3     | 5:00  | Хайленд, США            |                                                                                  |
| Победа    | 1-0    | Крис Гольц         | Сдача (удушение сзади)                 | Respect in the Cage    | 21 января 2012   | 1     | 1:46  | Помона, США             |                                                                                  |